# Eutrichota longimana
Eutrichota longimana är en tvåvingeart som först beskrevs av Pokorny 1887.  Eutrichota longimana ingår i släktet Eutrichota och familjen blomsterflugor. Arten är reproducerande i Sverige. Inga underarter finns listade i Catalogue of Life.